# Mark Oaten
Mark Oaten (sinh ngày 8 tháng 3 năm 1964) là một chính khách người Anh, từng là thành viên cao cấp của đảng Dân chủ Tự do. Ông từng là Thành viên của Quốc hội (MP) cho Winchester từ năm 1997 đến 2010.
Sinh ra ở Watford, Hertfordshire, Oaten trở thành ủy viên hội đồng chính quyền địa phương, gia nhập Đảng Dân chủ Xã hội trung tả, sáp nhập với Đảng Tự do để thành lập Đảng Dân chủ Tự do vào năm 1988. Ông trở thành phát ngôn viên của Bộ Nội vụ năm 2003.  vị trí Lãnh đạo của Đảng Dân chủ Tự do năm 2006, nhưng đã rút khỏi cuộc thi sau đó ông đã gặp phải một loạt vụ bê bối cũng dẫn đến việc ông từ chức phát ngôn viên của Bộ Nội vụ. Ông đã không tiếp tục tham gia tái đắc cử vào Hạ viện tại cuộc tổng tuyển cử năm 2010.
Sau khi nghỉ hưu từ chính trị tích cực, Oaten đã xuất bản hai cuốn sách, trước khi trở thành giám đốc điều hành của Liên đoàn thương mại lông quốc tế vào năm 2011.

## Đời tư
Trong một cuộc phỏng vấn trên BBC Radio 5 Live with Emma Barnett vào năm 2019, Oaten công khai là người đồng tính và tiết lộ ông đang trong một mối quan hệ.